# Argentinië op de Paralympische Zomerspelen 2020
Argentinië was een van de landen die deelnam aan de Paralympische Zomerspelen 2020 in Tokio, Japan.

## Medailleoverzicht
| Sport          | Paralympiër               | Onderdeel             | Medaille |
| -------------- | ------------------------- | --------------------- | -------- |
| Atletiek       | Brian Lionel Impellizzeri | Verspringen, T37 (m)  | Zilver   |
| Atletiek       | Hernan Emanuel Urra       | Kogelstoten, F35 (m)  | Zilver   |
| Blindenvoetbal | Team                      | Mannenteam            | Zilver   |
| Zwemmen        | Matias de Andrade         | 100 m rugslag, S6 (m) | Zilver   |
| Zwemmen        | Pipo Carlomagno           | 100 m rugslag, S7 (m) | Zilver   |
|                |                           |                       |          |
| Atletiek       | Alexis Sebastian Chavez   | 100 m, T36 (m)        | Brons    |
| Atletiek       | Yanina Andrea Martinez    | 200 m, T36 (v)        | Brons    |
| Atletiek       | Antonella Ruiz Diaz       | Kogelstoten, F41 (v)  | Brons    |
| Taekwondo      | Juan Eduardo Samorano     | -75 kg, K44 (m)       | Brons    |

## Deelnemers en resultaten
(m) = mannen, (v) = vrouwen 

### Atletiek

#### Baanonderdelen
| Atleet                    | Onderdeel      | Series              | Series              | Finale              | Finale              |
| Atleet                    | Onderdeel      | Resultaat           | Rang                | Resultaat           | Rang                |
| ------------------------- | -------------- | ------------------- | ------------------- | ------------------- | ------------------- |
| Hernan Barreto            | 100 m, T35 (m) | Niet van toepassing | Niet van toepassing | 12.59               | 6e                  |
| Hernan Barreto            | 200 m, T35 (m) | Niet van toepassing | Niet van toepassing | 26.07               | 5e                  |
| Alexis Sebastian Chavez   | 100 m, T36 (m) | 11.91               | 3e                  | 12.02               | Brons               |
| Alexis Sebastian Chavez   | 400 m, T36 (m) | Niet van toepassing | Niet van toepassing | 55.14               | 4e                  |
| Brian Lionel Impellizzeri | 100 m, T37 (m) | 12.56               | 11e                 | Niet gekwalificeerd | Niet gekwalificeerd |
| Brian Lionel Impellizzeri | 200 m, T37 (m) | 24.48               | 11e                 | Niet gekwalificeerd | Niet gekwalificeerd |
| Gabriel Emmanuel Sosa     | 100 m, T54 (m) | 15.08               | 16e                 | Niet gekwalificeerd | Niet gekwalificeerd |
|                           |                |                     |                     |                     |                     |
| Aldana Isabel Ibanez      | 100 m, T47 (v) | 13.78               | 16e                 | Niet gekwalificeerd | Niet gekwalificeerd |
| Yanina Andrea Martinez    | 100 m, T36 (v) | 14.60               | 4e                  | 14.65               | 4e                  |
| Yanina Andrea Martinez    | 200 m, T36 (v) | 30.97               | 3e                  | 30.96               | Brons               |

#### Veldonderdelen
| Paralympiër                       | Onderdeel             | Resultaat | Prestatie |
| --------------------------------- | --------------------- | --------- | --------- |
| Pablo Damian Gimenez Reinoso      | Kogelstoten, F57 (m)  | 12.17     | 8e        |
| Pablo Damian Gimenez Reinoso      | Speerwerpen, F57 (v)  | 34.25     | 9e        |
| Brian Lionel Impellizzeri         | Verspringen, T37 (m)  | 6.44      | Zilver    |
| Hernan Emanuel Urra               | Kogelstoten, F35 (m)  | 15.90     | Zilver    |
|                                   |                       |           |           |
| Mahira Daniela Bergallo Brzezicki | Kogelstoten, F35 (v)  | 7.76      | 7e        |
| Marilu Romina Fernandez           | Kogelstoten, F32 (v)  | 4.41      | 7e        |
| Marilu Romina Fernandez           | Kegelwerpen, F32 (v)  | 19.71     | 5e        |
| Aldana Isabel Ibanez              | Verspringen, T47 (v)  | 4.86      | 10e       |
| Florencia Belen Romero            | Kogelstoten, F12 (v)  | 8.23      | 11e       |
| Florencia Belen Romero            | Discuswerpen, F11 (v) | 29.07     | 9e        |
| Antonella Ruiz Diaz               | Kogelstoten, F41 (v)  | 9.50      | Brons     |
| Antonella Ruiz Diaz               | Discuswerpen, F41 (v) | 21.42     | 9e        |

### Baanwielrennen
| Atleet                                          | Onderdeel                         | Heats               | Heats               | (Bronzen) Finale    | (Bronzen) Finale    |
| Atleet                                          | Onderdeel                         | Resultaat           | Rang                | Resultaat           | Rang                |
| ----------------------------------------------- | --------------------------------- | ------------------- | ------------------- | ------------------- | ------------------- |
| Maximiliano Gomez Piloot: Sebastian Jose Tolosa | 1 km tijdrit, B (m)               | Niet van toepassing | Niet van toepassing | 1:05.178            | 7e                  |
| Maximiliano Gomez Piloot: Sebastian Jose Tolosa | Individuele achtervolging, B (m)  | 4:27.874            | 8e                  | Niet gekwalificeerd | Niet gekwalificeerd |
| Rodrigo Fernando Lopez                          | 1 km tijdrit, C1-3 (m)            | Niet van toepassing | Niet van toepassing | 1:17.192            | 18e                 |
| Rodrigo Fernando Lopez                          | Individuele achtervolging, C1 (m) | 4:17.864            | 9e                  | Niet gekwalificeerd | Niet gekwalificeerd |
|                                                 |                                   |                     |                     |                     |                     |
| Mariela Analia Delgado                          | 500 m tijdrit, C4-5 (v)           | Niet van toepassing | Niet van toepassing | 0:38.892            | 9e                  |
| Mariela Analia Delgado                          | Individuele achtervolging, C5 (v) | 4:07.960            | 7e                  | Niet gekwalificeerd | Niet gekwalificeerd |

### Blindenvoetbal
| Paralympiër | Onderdeel  | Resultaat | Prestatie |
| --- | ---------- | --------- | --- |
| Veldspelers Federico Arcadi Angel Ricardo Deldo Garcia Maximiliano Espinillo Nahuel Armando Heredia Froilan Abdul Padilla Marcelo Panizza Braian Emanuel Pereyra Nicolas Veliz Keepers Dario Aldo Lencina German Muleck | Mannenteam | Zilver    | Groep B (1e) ARG - MAR: 2 - 1 ESP - ARG: 0 - 2 ARG - THA: 3 - 0 Halve finale CHN - ARG: 0 - 2 Finale ARG - BRA: 0 - 1 |

### Boccia
| Paralympiër                                                  | Onderdeel            | Groepsfase                  | Groepsfase                         | Groepsfase                        | Groepsfase               | Positie | Finalefase           | Finalefase           | Finalefase           | Plaats |
| Paralympiër                                                  | Onderdeel            | Wedstrijd I                 | Wedstrijd II                       | Wedstrijd III                     | Wedstrijd IV             | Positie | Kwartfinale          | Halve finale         | (Troost)finale       | Plaats |
| Paralympiër                                                  | Onderdeel            | Tegenstander Uitslag        | Tegenstander Uitslag               | Tegenstander Uitslag              | Tegenstander Uitslag     | Positie | Tegenstander Uitslag | Tegenstander Uitslag | Tegenstander Uitslag | Plaats |
| ------------------------------------------------------------ | -------------------- | --------------------------- | ---------------------------------- | --------------------------------- | ------------------------ | ------- | -------------------- | -------------------- | -------------------- | ------ |
| Jonatan Aquino                                               | Individueel, BC2 (g) | RPC Dmitry Kozmin L 3 - 2   | CHN Zhiqiang Yan W 6 - 0           | CHN Zhijian Lan L 3 - 4           | Niet van toepassing      | 3e      | Niet gekwalificeerd  | Niet gekwalificeerd  | Niet gekwalificeerd  | 13e    |
| Luis Cristaldo                                               | Individueel, BC2 (g) | GBR Claire Taggart W 2 - 5  | BRA Maciel Santos L 1 - 6          | KOR Yongjin Lee W 6 - 0           | Niet van toepassing      | 2e      | Niet gekwalificeerd  | Niet gekwalificeerd  | Niet gekwalificeerd  | 9e     |
| Stefania Ferrando                                            | Individueel, BC3 (g) | AUS Spencer Cotie L 1 - 4   | GBR Scott McCowan L 1 - 6          | GBR Jamie McCowan D 2 - 2         | Niet van toepassing      | 4e      | Niet gekwalificeerd  | Niet gekwalificeerd  | Niet gekwalificeerd  | 21e    |
| Mauricio Ibarbure                                            | Individueel, BC1 (g) | JPN Takumi Nakamura L 5 - 8 | GBR David Smith L 4 - 3            | MEX Eduardo Sanchez Reyes W 5 - 4 | CHN Qi Zhang L 1 - 5     | 4e      | Niet gekwalificeerd  | Niet gekwalificeerd  | Niet gekwalificeerd  | 13e    |
|                                                              |                      |                             |                                    |                                   |                          |         |                      |                      |                      |        |
| Jonatan Aquino Luis Cristaldo Ailen Floren Mauricio Ibarbure | Team, BC1-2 (g)      | China L 1 - 8               | Russisch Paralympisch Comité 7 - 7 | Thailand L 2 - 11                 | Groot-Brittannië L 4 - 6 | 5e      | Niet gekwalificeerd  | Niet gekwalificeerd  | Niet gekwalificeerd  | 10e    |

### Judo
| Paralympiër            | Onderdeel  | Resultaat | Prestatie                                                                         |
| ---------------------- | ---------- | --------- | --------------------------------------------------------------------------------- |
| Eduardo Gauto Gallegos | -66 kg (m) | -         | 1/8e finales: V van JPN Yujiro Seto                                               |
| Rodolfo Fabian Ramirez | -73 kg (m) | -         | 1/8e finales: V van JPN Takamasa Nagai                                            |
|                        |            |           |                                                                                   |
| Laura Candela Gonzalez | -57 kg (v) | -         | Kwartfinales: V van BRA Lucia Araujo Herkansingen, finale: V van JPN Junko Hirose |

### Kanovaren
| Atleet                | Onderdeel      | Heats     | Heats | Halve finale | Halve finale | A/B finale | A/B finale | Eindranking |
| Atleet                | Onderdeel      | Resultaat | Rang  | Resultaat    | Rang         | Resultaat  | Rang       | Eindranking |
| --------------------- | -------------- | --------- | ----- | ------------ | ------------ | ---------- | ---------- | ----------- |
| Emilio Ariel Atamanuk | Kayak, KL2 (m) | 0:49.095  | 10e   | 0:45.316     | 8e QB        | 0:45.459   | 2e         | 10e         |
| Emilio Ariel Atamanuk | Va'a, VL3 (m)  | 0:53.675  | 5e    | 0:52.106     | 8e QB        | 0:53.531   | 1e         | 9e          |
| Lucas Nicolas Diaz    | Kayak, KL1 (m) | 0:57.033  | 11e   | 0:53.105     | 7e QB        | 0:54.345   | 2e         | 10e         |

### Roeien
| Atleet        | Onderdeel                 | Heats     | Heats | Herkansingen | Herkansingen | A/B finale | A/B finale | Eindranking |
| Atleet        | Onderdeel                 | Resultaat | Rang  | Resultaat    | Rang         | Resultaat  | Rang       | Eindranking |
| ------------- | ------------------------- | --------- | ----- | ------------ | ------------ | ---------- | ---------- | ----------- |
| Brenda Sardon | Single Sculls, PR1W1x (v) | 13:09.17  | 7e    | 12:01.15     | 6e QB        | 13:14.45   | 2e         |             |

### Taekwondo
| Paralympiër           | Onderdeel       | Resultaat | Prestatie |
| --------------------- | --------------- | --------- | --- |
| Juan Eduardo Samorano | -75 kg, K44 (m) | Brons     | 1/8e finale: W van UKR Anton Shvets met 52-20 Kwartfinale: V van KAZ Nurlan Dombayev met 25-27 Herkansingen, finale: W van JPN Shunsuke Kudo met 42-22 Bronzen finale: W van RPC Magomedzagir Isaldibirov met 13-12 |

### Tafeltennis
| Paralympiër                                       | Onderdeel           | Groepsfase                  | Groepsfase                   | Groepsfase                 | Positie             | Finalefase                        | Finalefase           | Finalefase           | Finalefase           | Plaats |
| Paralympiër                                       | Onderdeel           | Wedstrijd I                 | Wedstrijd II                 | Wedstrijd III              | Positie             | 1/8e finale                       | Kwartfinale          | Halve finale         | Finale               | Plaats |
| Paralympiër                                       | Onderdeel           | Tegenstander Uitslag        | Tegenstander Uitslag         | Tegenstander Uitslag       | Positie             | Tegenstander Uitslag              | Tegenstander Uitslag | Tegenstander Uitslag | Tegenstander Uitslag | Plaats |
| ------------------------------------------------- | ------------------- | --------------------------- | ---------------------------- | -------------------------- | ------------------- | --------------------------------- | -------------------- | -------------------- | -------------------- | ------ |
| Gabriel Copola                                    | Enkelspel, C3 (m)   | FRA Florian Merrien V 2 - 3 | THA Anurak Laowong W 3 - 2   | Niet van toepassing        | 2e Q                | THA Yuttajak Glinbancheun V 0 - 3 | Niet gekwalificeerd  | Niet gekwalificeerd  | Niet gekwalificeerd  | 14e    |
| Mauro Depergalo                                   | Enkelspel, C5 (m)   | NOR Tommy Urhaug V 0 - 3    | SRB Mitar Palikuca V 0 - 3   | Niet van toepassing        | 3e                  | Niet gekwalificeerd               | Niet gekwalificeerd  | Niet gekwalificeerd  | Niet gekwalificeerd  | 11e    |
| Fernando Eberhardt                                | Enkelspel, C1 (m)   | KOR Young Dae Joo V 0 - 3   | ITA Federico Falco V 2 - 3   | Niet van toepassing        | 3e                  | Niet gekwalificeerd               | Niet gekwalificeerd  | Niet gekwalificeerd  | Niet gekwalificeerd  | 11e    |
| Gabriel Copola Mauro Depergola Fernando Eberhardt | Team, C4-5 (m)      | Niet van toepassing         | Niet van toepassing          | Niet van toepassing        | Niet van toepassing | Nigeria V 1 - 2                   | Niet gekwalificeerd  | Niet gekwalificeerd  | Niet gekwalificeerd  | 9e     |
|                                                   |                     |                             |                              |                            |                     |                                   |                      |                      |                      |        |
| Veronica Soledad Blanco                           | Enkelspel, C3 (v)   | MEX Edith Sigala V 1 - 3    | ITA Michela Brunelli V 0 - 3 | CRO Andela Muzinic V 0 - 3 | 4e                  | Niet gekwalificeerd               | Niet gekwalificeerd  | Niet gekwalificeerd  | Niet gekwalificeerd  | 16e    |
| Maria Garrone                                     | Enkelspel, C1-2 (v) | ITA Giada Rossi V 1 - 3     | FRA Isabelle Lafaye W 3 - 0  | Niet van toepassing        | 2e Q                | Niet van toepassing               | CHN Jing Liu V 0 - 3 | Niet gekwalificeerd  | Niet gekwalificeerd  | 7e     |
| Veronica Soledad Blanco Maria Garrone             | Team, C1-3 (v)      | Niet van toepassing         | Niet van toepassing          | Niet van toepassing        | Niet van toepassing | Niet van toepassing               | China V 0 - 2        | Niet gekwalificeerd  | Niet gekwalificeerd  | 7e     |

### Tennis
| Paralympiër                        | Onderdeel      | 1e ronde                                 | 2e ronde                          | 3e ronde                                      | Kwartfinale                                             | Halve finale         | (troost)Finale       | Rang |
| Paralympiër                        | Onderdeel      | Tegenstander Uitslag                     | Tegenstander Uitslag              | Tegenstander Uitslag                          | Tegenstander Uitslag                                    | Tegenstander Uitslag | Tegenstander Uitslag | Rang |
| ---------------------------------- | -------------- | ---------------------------------------- | --------------------------------- | --------------------------------------------- | ------------------------------------------------------- | -------------------- | -------------------- | ---- |
| Ezequiel Casco                     | Enkelspel (m)  | AUS Martyn Dunn W 2-0 (6-0, 6-0)         | JPN Takuya Miki V 0-2 (3-6, 1-6)  | Uitgeschakeld                                 | Uitgeschakeld                                           | Uitgeschakeld        | Uitgeschakeld        | 17e  |
| Gustavo Fernández                  | Enkelspel (m)  | Bye                                      | ESP Francesc Tur W 2-0 (6-1, 6-0) | BEL Jef Vandorpe W 2-0 (6-2, 6-1)             | GBR Gordon Reid V 1-2 (5-7, 6-3, 1-6)                   | Uitgeschakeld        | Uitgeschakeld        | 5e   |
| Augustin Ledesma                   | Enkelspel (m)  | ESP Martín de la Puente V 0-2 (1-6, 1-6) | Uitgeschakeld                     | Uitgeschakeld                                 | Uitgeschakeld                                           | Uitgeschakeld        | Uitgeschakeld        | 33e  |
| Gustavo Fernández/Augustin Ledesma | Dubbelspel (m) | Niet van toepassing                      | Niet van toepassing               | JPN Daisuke Arai/Takuya Miki W 2-0 (6-1, 6-1) | NED Tom Egberink/Maikel Scheffers V 1-2 (1-6, 6-3, 5-7) | Uitgeschakeld        | Uitgeschakeld        | 5e   |
|                                    |                |                                          |                                   |                                               |                                                         |                      |                      |      |
| María Florencia Moreno             | Enkelspel (v)  | Niet van toepassing                      | JPN Yui Kamiji V 0-2 (0-6, 1-6)   | Uitgeschakeld                                 | Uitgeschakeld                                           | Uitgeschakeld        | Uitgeschakeld        | 17e  |

### Wegwielrennen
| Paralympiër                                     | Onderdeel              | Resultaat | Prestatie |
| ----------------------------------------------- | ---------------------- | --------- | --------- |
| Maximiliano Gomez Piloot: Sebastian Jose Tolosa | Wegwedstrijd, B (m)    | 6e        | + 1 ronde |
| Maximiliano Gomez Piloot: Sebastian Jose Tolosa | Tijdrit, B (m)         | 5e        | 46:59.35  |
| Rodrigo Fernando Lopez                          | Wegwedstrijd, C1-3 (m) | 36e       | + 1 ronde |
| Rodrigo Fernando Lopez                          | Tijdrit, C1 (m)        | 9e        | 30:01.61  |
|                                                 |                        |           |           |
| Mariela Analia Delgado                          | Wegwedstrijd, C4-5 (v) | 7e        | 2:31.14   |
| Mariela Analia Delgado                          | Tijdrit, C5 (v)        | 7e        | 43:19.82  |

### Zwemmen
| Atleet                          | Onderdeel                  | Series              | Series              | Finale              | Finale              |
| Atleet                          | Onderdeel                  | Resultaat           | Rang                | Resultaat           | Rang                |
| ------------------------------- | -------------------------- | ------------------- | ------------------- | ------------------- | ------------------- |
| Matias de Andrade               | 100 m rugslag, S6 (m)      | 1:14.38             | 2e                  | 1:15.40             | Zilver              |
| Matias de Andrade               | 50 m vlinderslag, S6 (m)   | 35.77               | 13e                 | Niet gekwalificeerd | Niet gekwalificeerd |
| Inaki Basiloff                  | 50 m vrije slag, S7 (m)    | 30.27               | 11e                 | Niet gekwalificeerd | Niet gekwalificeerd |
| Inaki Basiloff                  | 400 m vrije slag, S7 (m)   | 4:46.17             | 3e                  | 4:38.99             | 4e                  |
| Inaki Basiloff                  | 100 m rugslag, S7 (m)      | 1:14.53             | 7e                  | 1:15.00             | 7e                  |
| Inaki Basiloff                  | 50 m vlinderslag, S7 (m)   | 30.96               | 7e                  | 30.47               | 7e                  |
| Inaki Basiloff                  | 200 m wisselslag, SM7 (m)  | 2:33.23             | 2e                  | 2:31.62             | 4e                  |
| Pipo Carlomagno                 | 100 m rugslag, S7 (m)      | 1:09.12             | 1e                  | 1:08.83             | Zilver              |
| Pipo Carlomagno                 | 100 m schoolslag, SB6 (m)  | 1:27.53             | 10e                 | Niet gekwalificeerd | Niet gekwalificeerd |
| Pipo Carlomagno                 | 200 m wisselslag, SM7 (m)  | 2:42.43             | 8e                  | 2:41.55             | 8e                  |
| Lautaro Daniel Maidana Cancinos | 100 m rugslag, S14 (m)     | 1:05.50             | 15e                 | Niet gekwalificeerd | Niet gekwalificeerd |
| Lautaro Daniel Maidana Cancinos | 100 m vlinderslag, S14 (m) | 0:59.67             | 16e                 | Niet gekwalificeerd | Niet gekwalificeerd |
| Lucas Nicolas Poggi             | 100 m rugslag, S7 (m)      | 1:15.43             | 8e                  | 1:15.22             | 8e                  |
| Nicolas Rivero                  | 100 m schoolslag, SB4 (m)  | 1:46.69             | 5e                  | 1:46.52             | 6e                  |
|                                 |                            |                     |                     |                     |                     |
| Nadia Baez                      | 50 m vrije slag, S11 (v)   | 34.11               | 12e                 | Niet gekwalificeerd | Niet gekwalificeerd |
| Nadia Baez                      | 400 m vrije slag, S11 (v)  | Gediskwalificeerd   | Gediskwalificeerd   | Niet gekwalificeerd | Niet gekwalificeerd |
| Nadia Baez                      | 100 m schoolslag, SB11 (v) | 1:31.00             | 5e                  | 1:30.77             | 5e                  |
| Nadia Baez                      | 200 m wisselslag, SM11 (v) | 3:22.90             | Niet gekwalificeerd | Niet gekwalificeerd |                     |
| Daniela Gimenez                 | 100 m schoolslag, SB9 (v)  | 1:18.88             | 3e                  | 1:18.70             | 4e                  |
| Daniela Gimenez                 | 200 m wisselslag, SM9 (v)  | 2:40.94             | 5e                  | 2:39.60             | 8e                  |
| Elizabeth Noriega               | 100 m vrije slag, S5 (v)   | 1:35.46             | 12e                 | Niet gekwalificeerd | Niet gekwalificeerd |
| Elizabeth Noriega               | 200 m vrije slag, S5 (v)   | 3:30.65             | 10e                 | Niet gekwalificeerd | Niet gekwalificeerd |
| Elizabeth Noriega               | 50 m rugslag, S5 (v)       | 0:50.70             | 12e                 | Niet gekwalificeerd | Niet gekwalificeerd |
| Analuz Pellitero                | 100 m vrije slag, S12 (v)  | 1:09.11             | 9e                  | Niet gekwalificeerd | Niet gekwalificeerd |
| Analuz Pellitero                | 100 m rugslag, S12 (v)     | Niet van toepassing | Niet van toepassing | 1:17.78             | 7e                  |

Afghanistan · 
Algerije · 
Amerikaanse Maagdeneilanden · 
Angola · 
Argentinië · 
Armenië · 
Aruba · 
Australië · 
Azerbeidzjan · 
Bahrein · 
Barbados · 
Belarus · 
België · 
Benin · 
Bermuda · 
Bosnië en Herzegovina · 
Botswana · 
Brazilië · 
Bulgarije · 
Burkina Faso · 
Burundi · 
Cambodja · 
Canada · 
Centraal-Afrikaanse Republiek · 
Chili · 
China · 
Chinees Taipei · 
Colombia · 
Congo-Brazzaville · 
Congo-Kinshasa · 
Costa Rica · 
Cuba · 
Cyprus · 
Denemarken · 
Dominicaanse Republiek · 
Duitsland · 
Ecuador · 
Egypte · 
El Salvador · 
Estland · 
Ethiopië · 
Faeröer · 
Fiji · 
Filipijnen · 
Finland · 
Frankrijk · 
Gabon · 
Gambia · 
Georgië · 
Ghana · 
Griekenland · 
Groot-Brittannië · 
Guatemala · 
Guinee · 
Guinee‑Bissau · 
Haïti · 
Honduras · 
Hongarije · 
Hongkong · 
Ierland · 
IJsland · 
India · 
Indonesië · 
Irak · 
Iran · 
Israël · 
Italië · 
Ivoorkust · 
Jamaica · 
Japan · 
Jordanië · 
Kaapverdië · 
Kameroen · 
Kazachstan · 
Kenia · 
Kirgizië · 
Koeweit · 
Kroatië · 
Laos · 
Lesotho · 
Letland · 
Libanon · 
Liberia · 
Libië · 
Litouwen · 
Luxemburg · 
Madagaskar · 
Maleisië · 
Mali · 
Malta · 
Marokko · 
Mauritius · 
Mexico · 
Moldavië · 
Mongolië · 
Montenegro · 
Mozambique · 
Namibië · 
Nederland · 
Nepal · 
Nicaragua · 
Nieuw-Zeeland · 
Niger · 
Nigeria · 
Noord-Macedonië · 
Noorwegen · 
Oeganda · 
Oekraïne · 
Oezbekistan · 
Oman · 
Oostenrijk · 
Pakistan · 
Palestina · 
Panama · 
Papoea-Nieuw-Guinea · 
Peru · 
Polen · 
Portugal · 
Puerto Rico · 
Qatar · 
Roemenië · 
Russisch Paralympisch Comité ·
Rwanda · 
Saint Vincent en Grenadines · 
Samoa · 
Saoedi-Arabië · 
Sao Tomé en Principe · 
Senegal · 
Servië · 
Seychellen · 
Sierra Leone · 
Singapore · 
Slovenië · 
Slowakije · 
Somalië · 
Spanje · 
Sri Lanka · 
Syrië · 
Tadzjikistan · 
Tanzania · 
Thailand · 
Togo · 
Tonga · 
Trinidad en Tobago · 
Tsjechië · 
Tunesië · 
Turkije · 
Turkmenistan · 
Uruguay · 
Venezuela · 
Verenigde Arabische Emiraten · 
Verenigde Staten · 
Vietnam · 
Zimbabwe · 
Zuid-Afrika · 
Zuid-Korea · 
Zweden · 
Zwitserland
Paralympisch Vluchtelingen Team